# WB Games Montréal
WB Games Montréal — канадська студія розробки відеоігор, що базується в Монреалі, Квебек. Вона належить Warner Bros. Interactive Entertainment і відома за розробку Batman: Arkham Origins.

## Історія
WB Games Montréal була заснована у червні 2010 році компанією Warner Bros. Interactive Entertainment.
Першим проєктом студії став порт Batman: Arkham City для Wii U, який був випущений у 2012 році. WB Games Montréal розробила браузерну гру Cartoon Universe, а також Lego Legends of Chima Online в жанрі MMORPG, які були випущені у 2013 році. Того ж року було анонсовано і випущено Batman: Arkham Origins, яка отримала змішані відгуки й була розкритикована за численні технічні проблеми. Після цього, студія зосередилася на розробці завантажуваного вмісту для Arkham Origins. Вона також розробила завантажуваний вміст для Batman: Arkham Knight.
У 2020 році, студія анонсувала Gotham Knights, яка була випущена у жовтні 2022 року.

## Розроблені відеоігри
| Рік  | Назва                                 | Платформа(и)                                                               |
| ---- | ------------------------------------- | -------------------------------------------------------------------------- |
| 2012 | Batman: Arkham City — Armored Edition | Wii U                                                                      |
| 2013 | Cartoon Universe                      | Web                                                                        |
| 2013 | Lego Legends of Chima Online          | Microsoft Windows, iOS, Web                                                |
| 2013 | Batman: Arkham Origins                | Microsoft Windows, PlayStation 3, Xbox 360, Wii U                          |
| 2022 | Gotham Knights                        | Microsoft Windows, PlayStation 4, PlayStation 5, Xbox One, Xbox Series X/S |

### Додаткова робота
| Рік  | Назва                       | Платформа(и)                               | Коментарі                                                                      |
| ---- | --------------------------- | ------------------------------------------ | ------------------------------------------------------------------------------ |
| 2015 | Red Hood Story Pack         | Microsoft Windows, PlayStation 4, Xbox One | Завантажуваний вміст для Batman: Arkham Knight, розробленої Rocksteady Studios |
| 2015 | Harley Quinn Story Pack     | Microsoft Windows, PlayStation 4, Xbox One | Завантажуваний вміст для Batman: Arkham Knight, розробленої Rocksteady Studios |
| 2015 | Batgirl: A Matter of Family | Microsoft Windows, PlayStation 4, Xbox One | Завантажуваний вміст для Batman: Arkham Knight, розробленої Rocksteady Studios |
| 2015 | Scarecrow's Nightmare Pack  | PlayStation 4                              | Завантажуваний вміст для Batman: Arkham Knight, розробленої Rocksteady Studios |

## Умови праці

### Скорочення та звільнення
В грудні 2024 року у WB Games Montreal розпочалася чергова хвиля звільнень працівників. Повідомляється, що студія скоротила 99 співробітників внутрішніх робочих місць з команди забезпечення якості, яка працювала над невдалою грою Suicide Squad: Kill the Justice League. Великі скорочення та реорганізації переслідують відеоігрову індустрію з літа 2023 року, і WB Games Montreal стала черговою компанією, яка оголосила про звільнення.